# Le altre
Le altre è un film italiano del 1969 diretto da Alex Fallay.

## Trama
Due giovani donne diventano prima amiche e poi amanti; vorrebbero avere un figlio, ma la natura glielo impedisce, quindi necessitano dell'assistenza di un uomo.

## Curiosità
Il regista Alessandro Fallay viene comunemente individuato in Renzo Maietto, fratello del produttore Carlo. In realtà Fallay è il vero nome del regista: si tratta di un regista iraniano, che per la legge del 1969 non poteva firmare un film italiano che volesse ottenere dei contributi statali.
Il film rappresenta l'esordio cinematografico di Jenny Tamburi e Flavio Bucci